# Leichtathletik-Weltmeisterschaften 1987/200 m der Frauen

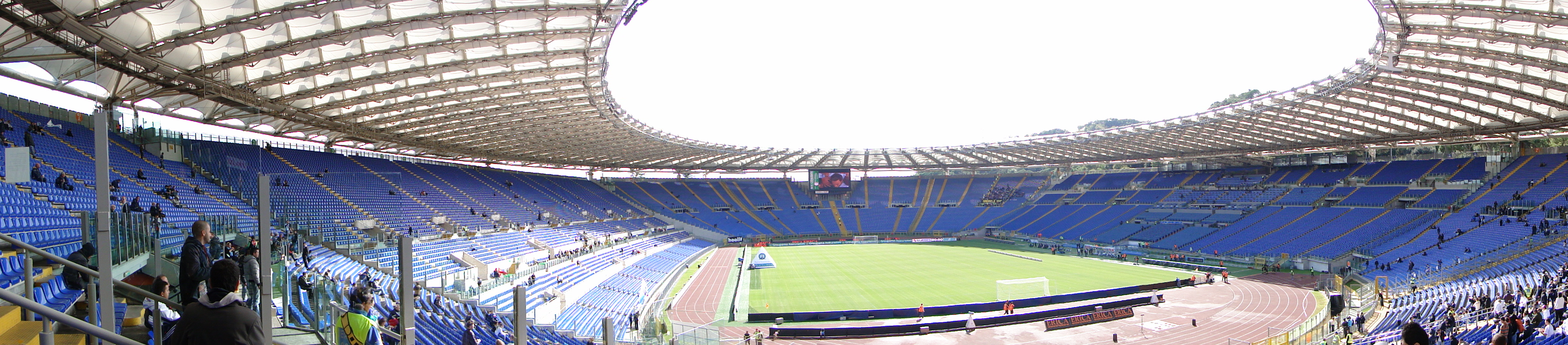
Das Olympiastadion in Rom im Jahr 2009

Der 200-Meter-Lauf der Frauen bei den Leichtathletik-Weltmeisterschaften 1987 wurde am 1. und 3. September 1987 im Olympiastadion der italienischen Hauptstadt Rom ausgetragen.
Weltmeisterin wurde die EM-Dritte von 1986 Silke Gladisch. Sie hatte vier Tage zuvor auch das Rennen über 100 Meter gewonnen und errang mit der Sprintstaffel der DDR am Schlusstag die Silbermedaille. Silber ging an die US-Amerikanerin Florence Griffith-Joyner, die mit ihrer Sprintstaffel am Schlusstag die Goldmedaille errang. Dritte wurde wie schon über 100 Meter die zweifache Olympiadritte (1980/1984) und Vizeweltmeisterin von 1983 Merlene Ottey aus Jamaika, die auch über 100 Meter 1984 Olympiadritte war.

## Rekorde

### Bestehende Rekorde
| Weltrekord               | 21,71 s | Marita Koch     | Potsdam, DDR (heute Deutschland)                          | 10. Juni 1979   |
| Weltrekord               | 21,71 s | Marita Koch     | Karl-Marx-Stadt (heute Chemnitz), DDR (heute Deutschland) | 21. Juli 1984   |
| Weltrekord               | 21,71 s | Heike Drechsler | Jena, DDR (heute Deutschland)                             | 29. Juli 1986   |
| Weltrekord               | 21,71 s | Heike Drechsler | EM in Stuttgart, BR Deutschland (heute Deutschland)       | 29. August 1986 |
| Weltmeisterschaftsrekord | 22,13 s | Marita Koch     | WM 1983 in Helsinki, Finnland                             | 14. August 1983 |

### Rekordverbesserung
Die Windbedingungen waren nicht günstig, die Sprinterinnen hatten abgesehen vom Finale in allen Rennen mit teilweise heftigem Gegenwind zu kämpfen. Dennoch waren die erzielten Zeiten hochklassig.

Im Finale am 3. September verbesserte Weltmeisterin Silke Gladisch aus der DDR den WM-Rekord bei einem Rückenwind von 1,16 m/s um 39 Hundertstelsekunden auf 21,74 s.

## Vorrunde
1. September 1987
Die Vorrunde wurde in vier Läufen durchgeführt. Die ersten drei Athletinnen pro Lauf – hellblau unterlegt – sowie die darüber hinaus vier zeitschnellsten Läuferinnen – hellgrün unterlegt – qualifizierten sich für das Halbfinale.

### Vorlauf 1
Wind: −3,4 m/s
| Platz | Name              | Nation      | Zeit (s) |
| ----- | ----------------- | ----------- | -------- |
| 1     | Silke Gladisch    | DDR         | 22,44    |
| 2     | Gwen Torrence     | USA         | 22,61    |
| 3     | Angela Bailey     | Kanada      | 22,94    |
| 4     | Falilat Ogunkoya  | Nigeria     | 23,12    |
| 5     | Natalja Herman    | Sowjetunion | 23,26    |
| 6     | Zoila Stewart     | Costa Rica  | 24,75    |
| 7     | Jabou Jawo        | Gambia      | 25,50    |
| 8     | Elizabeth Arteaga | Bolivien    | 26,11    |

### Vorlauf 2
Wind: −0,6 m/s
| Platz | Name                | Nation         | Zeit (s) |
| ----- | ------------------- | -------------- | -------- |
| 1     | Nadeschda Georgiewa | Bulgarien      | 22,77    |
| 2     | Pam Marshall        | USA            | 22,84    |
| 3     | Vineta Ikauniece    | Sowjetunion    | 22,98    |
| 4     | Ulrike Sarvari      | BR Deutschland | 23,02    |
| 5     | Heike Morgenstern   | DDR            | 23,04    |
| 6     | Claudia Acerenza    | Uruguay        | 24,24    |
| 7     | Sheila Vyapoury     | Mauritius      | 25,32    |
| 8     | Ahmed Hana Aly      | Nordjemen      | 29,00    |

### Vorlauf 3
Wind: −2,6 m/s
| Platz | Name                   | Nation                       | Zeit (s) |
| ----- | ---------------------- | ---------------------------- | -------- |
| 1     | Mary Onyali            | Nigeria                      | 22,87    |
| 2     | Ewa Kasprzyk           | Polen                        | 22,98    |
| 3     | Pauline Davis          | Bahamas                      | 23,08    |
| 4     | Marie-Christine Cazier | Frankreich                   | 23,12    |
| 5     | Silke-Beate Knoll      | BR Deutschland               | 23,40    |
| 6     | Aminata Diarra         | Mali                         | 26,46    |
| 7     | Denise Ouabangui       | Zentralafrikanische Republik | 28,37    |
| DNS   | Blanca Lacambra        | Spanien                      |          |

### Vorlauf 4
Wind: −0,6 m/s
| Platz | Name                     | Nation      | Zeit (s) |
| ----- | ------------------------ | ----------- | -------- |
| 1     | Florence Griffith-Joyner | USA         | 22,56    |
| 2     | Maia Asaraschwili        | Sowjetunion | 22,94    |
| 3     | Merlene Ottey            | Jamaika     | 23,19    |
| 4     | Ingrid Verbruggen        | Belgien     | 23,77    |
| 5     | Amparo Caicedo           | Kolumbien   | 24,30    |
| 6     | Guilhermina Cruz         | Angola      | 25,74    |
| DNS   | Angella Issajenko        | Kanada      |          |

## Halbfinale
3. September 1987
Aus den beiden Halbfinalläufen qualifizierten sich die jeweils ersten vier Athletinnen – hellblau unterlegt  für das Finale.

### Halbfinallauf 1
Wind: −1,0 m/s
| Platz | Name                | Nation      | Zeit (s) |
| ----- | ------------------- | ----------- | -------- |
| 1     | Merlene Ottey       | Jamaika     | 22,43    |
| 2     | Silke Gladisch      | DDR         | 22,54    |
| 3     | Pam Marshall        | USA         | 22,67    |
| 4     | Nadeschda Georgiewa | Bulgarien   | 22,72    |
| 5     | Pauline Davis       | Bahamas     | 22,89    |
| 6     | Angela Bailey       | Kanada      | 22,97    |
| 7     | Vineta Ikauniece    | Sowjetunion | 23,25    |
| 8     | Falilat Ogunkoya    | Nigeria     | 23,71    |

### Halbfinallauf 2

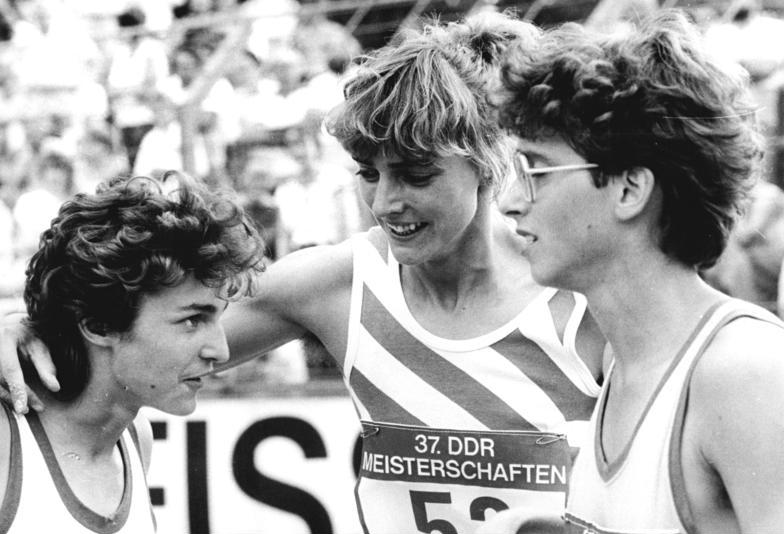
Heike Morgenstern (ganz rechts) schied als Achte ihres Halbfinallaufs aus – neben ihr: Silke Gladisch (ganz links) und Heike Drechsler

Wind: −1,9 m/s
| Platz | Name                     | Nation         | Zeit (s) |
| ----- | ------------------------ | -------------- | -------- |
| 1     | Florence Griffith-Joyner | USA            | 22,38    |
| 2     | Mary Onyali              | Nigeria        | 22,54    |
| 3     | Ewa Kasprzyk             | Polen          | 22,60    |
| 4     | Gwen Torrence            | USA            | 22,51    |
| 5     | Marie-Christine Cazier   | Frankreich     | 22,89    |
| 6     | Maia Asaraschwili        | Sowjetunion    | 22,91    |
| 7     | Ulrike Sarvari           | BR Deutschland | 23,04    |
| 8     | Heike Morgenstern        | DDR            | 23,06    |

## Finale

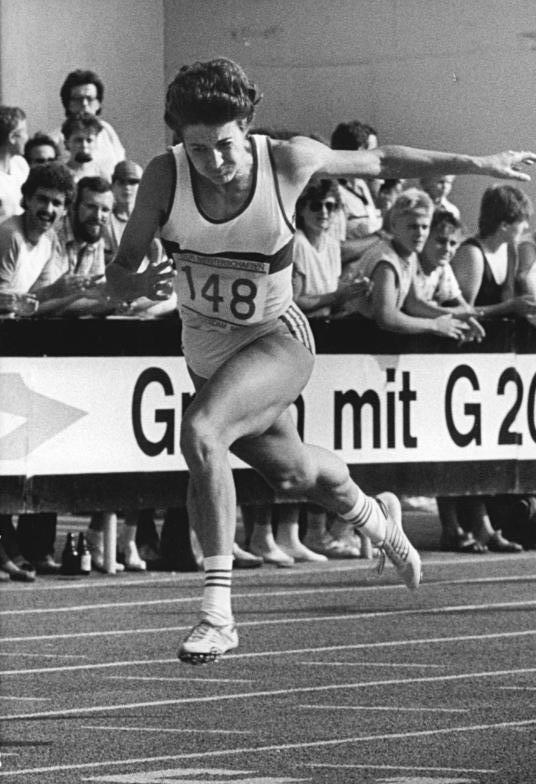
Silke Gladisch, spätere Silke Möller, 1986 EM-Dritte, errang hier ihren zweiten Titel auf den Sprintstrecken

3. September 1987
Wind: +1,16 m/s
| Platz | Name                     | Nation    | Zeit (s) |
| ----- | ------------------------ | --------- | -------- |
| 1     | Silke Gladisch           | DDR       | 21,74 CR |
| 2     | Florence Griffith-Joyner | USA       | 21,96    |
| 3     | Merlene Ottey            | Jamaika   | 22,06    |
| 4     | Pam Marshall             | USA       | 22,18    |
| 5     | Gwen Torrence            | USA       | 22,40    |
| 6     | Mary Onyali              | Nigeria   | 22,52    |
| 7     | Ewa Kasprzyk             | Polen     | 22,52    |
| 8     | Nadeschda Georgiewa      | Bulgarien | 22,55    |

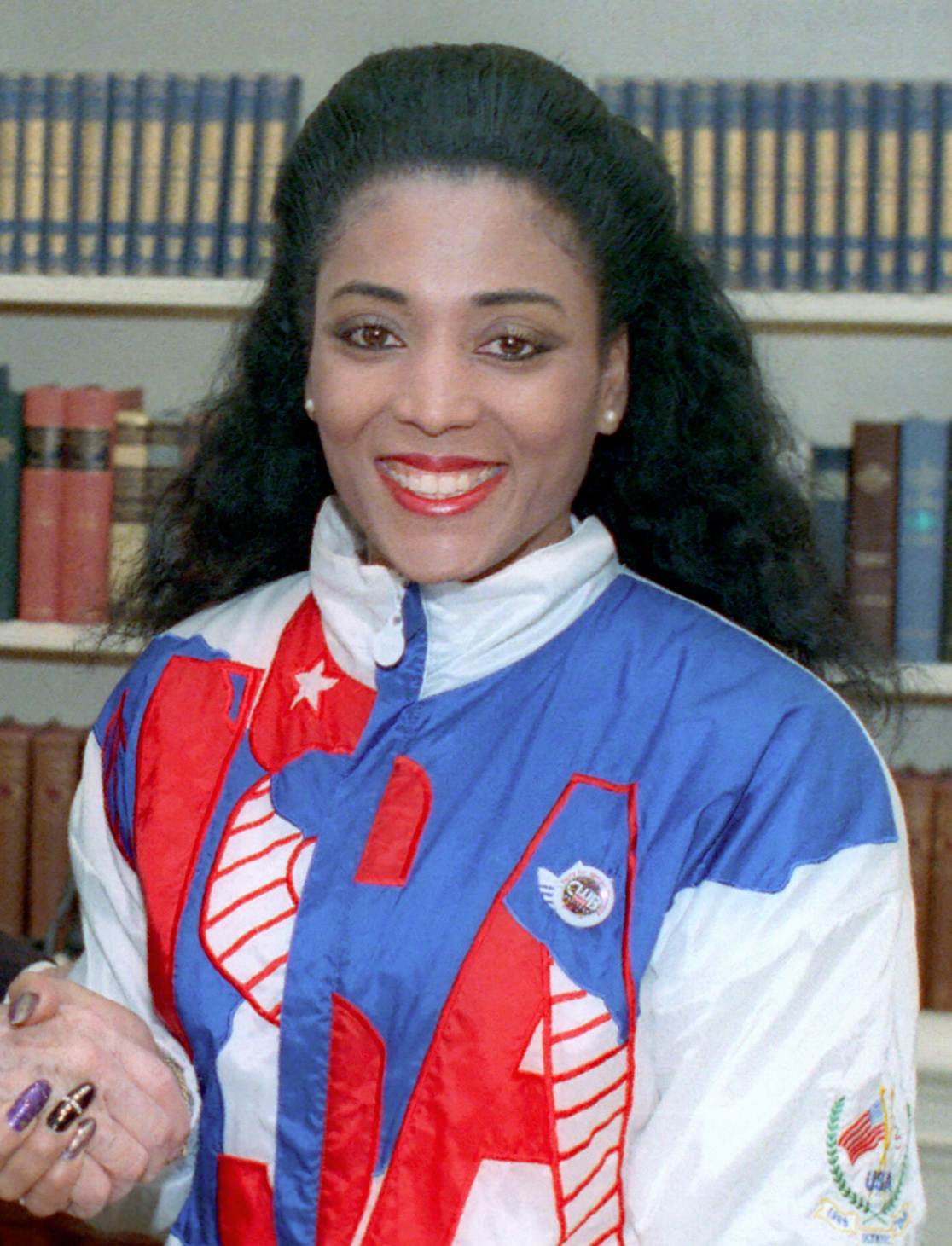
Vizeweltmeisterin Florence Griffith-Joyner
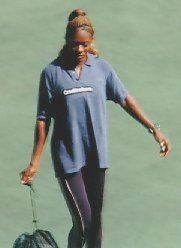
Bronzemedaillengewinnerin Merlene Ottey, zweifache Olympiadritte (1980/1984) und 1983 Vizeweltmeisterin, außerdem 1984 Olympiadritte über 100 Meter, hatte hier bereits über 100 Meter Bronze gewonnen
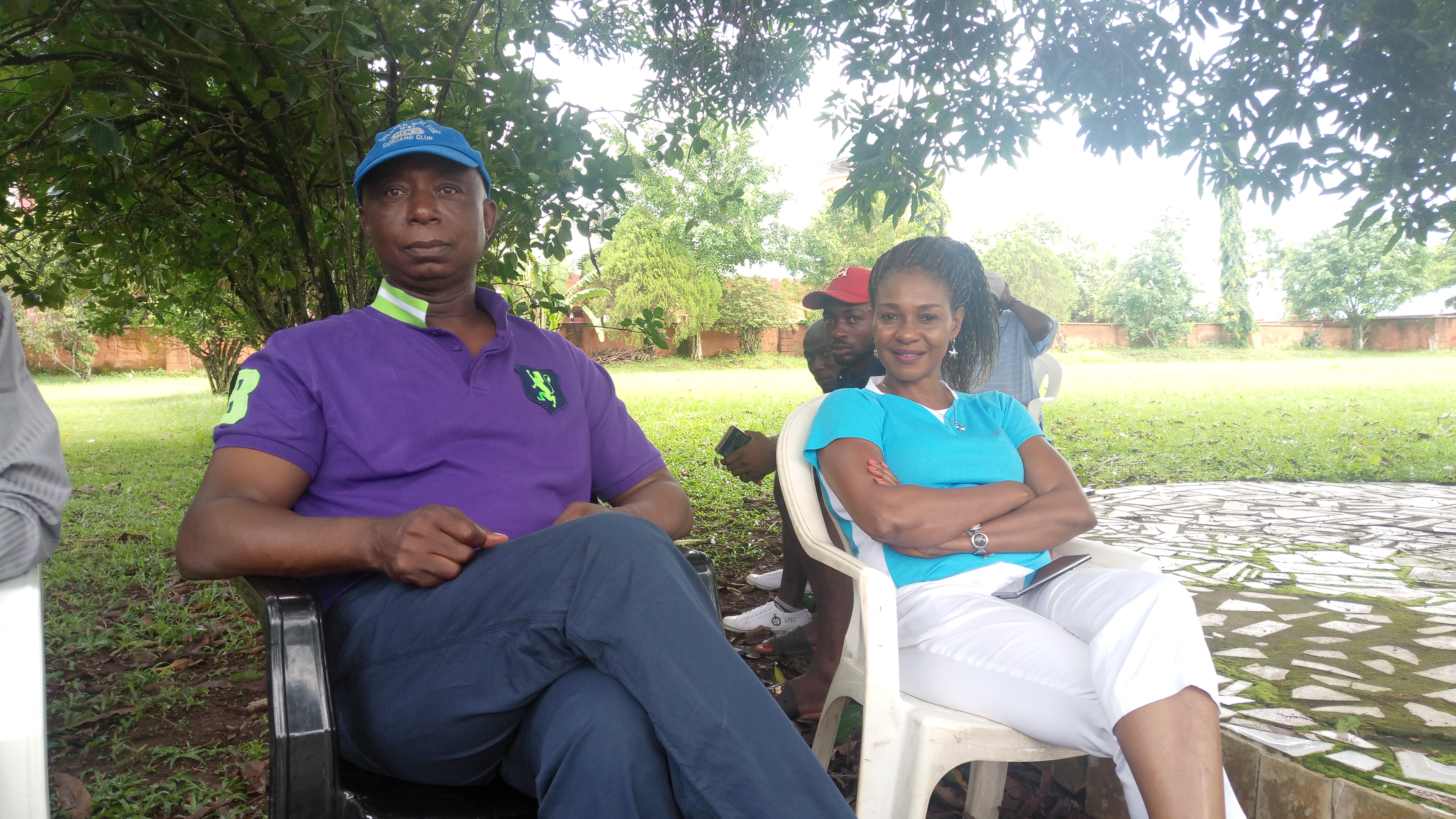
Mary Onyali (hier im Jahr 2017) belegte Rang sechs

## Video
- 1987 World Champs 200m women auf youtube.com, abgerufen am 31. März 2020